# CONNETTA
『CONNETTA』（コネッタ）は、2007年3月21日に発売された日本の歌手・鈴木亜美のエイベックス移籍後、2枚目のオリジナルアルバム。avex traxよりリリースされた。

## 解説
- 前作『AROUND THE WORLD』以来1年半ぶりとなるオリジナルアルバム。この作品には、13人の異アーティストが参加している。アルバムタイトルは、「他のアーティストにコネクトした」という意味を持っている。
- 2006年に発売されたすべてのシングル、3週連続リリース"join"プロジェクトからのシングルが収録されている。なお、シングル「Fantastic」に収録された「スローモーション」は本作には収録されていない。
- 「CD+AタイプDVD」、「CD+BタイプDVD」、「CDのみ」の3形態で発売。AとBタイプDVDには、シングルTVスポット映像、アルバムレコーディング風景を収録。スペシャルコンテンツとして、AタイプDVDにはオリジナルショートムービー「join」、BタイプDVDには2007年2月8日にDUO MUSIC EXCHANGEで行われたライブ「COUNTDOWN BIRTHDAY LIVE "Happy 25th anniversary"」のダイジェスト映像が収録された。

## 収録曲について

### DISC1(CD)
アルバムには他のアーティストとコラボした曲のクレジットが「鈴木亜美 joins〜」名義で表記。
| #   | タイトル                 | 作詞                       | 作曲             | 鈴木亜美 joins   | 時間 |
| --- | ------------------------ | -------------------------- | ---------------- | ---------------- | ---- |
| 1.  | 「青空とWater」          | カジヒデキ                 | カジヒデキ       | カジヒデキ       | 4:18 |
| 2.  | 「Alright!」             | 鈴木亜美                   | 渡辺和紀         | HΛL              | 5:22 |
| 3.  | 「Peaceお届け!!♡」       | 鈴木亜美・THC!!            | THC!!            | THC!!            | 4:18 |
| 4.  | 「Dancin' Little Woman」 | 松木泰二郎                 | 松木泰二郎       | SCOOBIE DO       | 3:21 |
| 5.  | 「ハレもよう。」         | 鈴木亜美                   | ムラマツテツヤ   | キハラ龍太郎     | 5:00 |
| 6.  | 「To be Free」           | 鈴木亜美                   | 原一博           | HΛL              | 5:30 |
| 7.  | 「スコールにぬれて」     | 鈴木亜美                   | 吉川慶           | 上田ケンジ       | 4:43 |
| 8.  | 「EVERYTHING TO me」     | 鈴木亜美                   | 新井仁           | NORTHERN BRIGHT  | 4:30 |
| 9.  | 「O.K. Funky God」       | 鈴木亜美・Buffalo Daughter | Buffalo Daughter | Buffalo Daughter | 3:52 |
| 10. | 「Fantastic」            | 鈴木亜美                   | y@suo ohtani     | 原田憲           | 4:39 |
| 11. | 「Crystal」              | 鈴木亜美                   | 菊池一仁         | 菊池一仁         | 4:07 |
| 12. | 「それもきっとしあわせ」 | 堀込高樹                   | 堀込泰行         | キリンジ         | 5:56 |
| 13. | 「Like a Love?」         | 鈴木亜美                   | 愛               | 大塚愛           | 4:11 |
| 14. | 「愛してる きっと」      | 鈴木亜美・つじあやの       | つじあやの       | つじあやの       | 3:23 |

### DISC2(AパターンDVD)
1. Original Short Drama「join」
2. Making Movie「BEHIND THE SCENES」
コラボレーションアーティストとのアルバムレコーディング風景が収録されている。
3. 「SINGLE TV-SPOT Collection」

### DISC2(BパターンDVD)
1. Birthday Live 「happy 25th anniversary」@SHIBUYA duo music exchange
2007年2月8日バースデイライブにて披露された曲「Like a Love?」（アコースティックバージョン）「ねがいごと」「Alright!」「Delightful」映像に収録。
2. Making Movie「BEHIND THE SCENES」(パターンAと同内容)
3. 「SINGLE TV-SPOT Collection」(パターンAと同内容)

## オリジナルショートム—ビー「join」について
AパターンDVDのみに収録された、約30分のオリジナルショートムービー（Original Short Drama）である。
先行シングル「O. K. Funky God」「Peaceお届け!!♡」「それもきっとしあわせ」のc/wに収録されていたナレーション・ドラマの、空白の１日の様子が描かれている。（このオリジナルショートムービーの後日談が「それもきっとしあわせ」のナレーションドラマとなっている）脚本・監督は白石和彌が担当。（初監督作品である）
なお、シングル「それもきっとしあわせ」のビデオクリップはこのオリジナルショートムービーのダイジェスト映像という形になっている。（DVD『join clips』（2008年2月6日）に収録）

## 「join」あらすじについて
美大生の主人公・亜美は思うように絵が描けずに悩んでいた。
そんなある日、美大の同級生こーじに、先輩が描いている壁画を手伝いに来てくれと誘われる。
そこでの出会いをきっかけに亜美の心は微妙に変化していくのだった・・・

## 「join」登場人物について
- 鈴木亜美：亜美
- 尾上寛之：こーじ
- 堀部圭亮：カミキ
- 森岡龍：リョウ
- 小松彩夏：ユカコ
- 近野成美：ハルカ
- 顔田顔彦：ヤマデラ
- 春海四方：コバヤシ

〈特別出演〉
- KAI、KANAMI、Ritz、K-69、Mack、IZU (THC!!)
- 山本ムーグ (Buffalo Daughter)
- 新井仁 (NORTHERN BRIGHT)　＊収録曲「EVERYTHING TO me」を弾き語りするシーンもある。

## スタッフについて
- 監督・脚本：白石和彌
- 撮影：福本淳
- 照明：市川徳充
- 美術：野口隆二
- 録音：三澤武徳
- スタイリスト：江頭三絵
- ヘアメイク：浅野有紀
- 助監督：荻野薫
- 制作主任：里吉優也
- ラインプロデューサー：田口聖
- アソシエイトプロデューサー：樋口慎祐